# Хафіза Султан
Хафізе-султан (*6 листопада 1494 — †10 липня 1538) — османська принцеса. Донька Селіма I Явуза, сестра Сулеймана I.

## Біографія
Хафізе Султан народилася 6 листопада 1494 року Трабзоні, і була сестрою Сулеймана Пишного. Тоді її батько ще не був султаном, а займав пост намісника в цьому регіоні.  У 1511 була видана заміж за Дукаганізаде Ахмеда-пашу.  Чоловік походив із знатної албанської родини, а в 1511 році він отримав посаду бейлербея Анатолії.  Однак на цьому просування по службі не закінчувалися.  1514 року Селім, уже ставши султаном, вирішив призначити зятя своїм великим візиром.  Ахмед-паша з сім'єю переїхали в Стамбул.
Шлюб Хафізе Султан і Ахмеда-паші проіснував всього три роки.  На початку березня 1515 року чоловіка стратили в Амасії за зраду.  Хафізе Султан перебувала в столиці, коли їй повідомили про смерть чоловіка.  У цьому шлюбі у подружжя не було дітей.  Однак у Ахмеда-паші залишився син Мехмед від першої дружини.  У майбутньому він одружився з сестрою Селіма Явуза.
Хафізе Султан недовго перебувала в статусі вдови.  Історик Улучай згадує, що вона вийшла заміж  двічі.  Її новим обранцем став Іскандер-бей.  Чоловік був намісником Егрібоза і Гелиболу, а пізніше він став візиром і адміралом османського флоту.  Другого чоловіка Хафізе також було страчено.  У цьому шлюбі теж не було дітей.
Після загибелі Іскендера-бея, Хафізе Султан ще сім років залишалася вдовою.  Однак, коли її брат Сулейман став султаном, вона вийшла заміж за Мустафу-пашу.  Уже в цьому шлюбі Хафізе народила довгоочікуваного первістка султанзаде Османа.  У 1529 році Мустафа-паша помер.  Більше Хафізе Султан не виходила заміж. 

### Смерть
Хафіза померла 1538 року, і її поховали поруч з сестрою Хатідже Султан в тюрбе Шехзаде при мечеті Селіма Явуза.  Могила Хафізе Султан стала останнім похованням в тюрбе.